# Biblioteca Akin Free
La biblioteca Akin Free es una biblioteca pública situada en un histórico edificio localizado en Quaker Hill, en la ciudad de Pawling, condado de Dutchess, Nueva York, Estados Unidos.
La biblioteca fue una donación del cuáquero Albert J. Akin (1803-1903), fundador del Banco de Pawling y el Hotel Mizzentop en Quaker Hill. El edificio fue diseñado por el arquitecto Juan A. Wood y construido entre  1898 y 1908.

## Museos
El museo de la Sociedad Histórica ocupa el segundo piso del edificio. Sus colecciones incluyen objetos relacionados con la historia local, como ropa de época y cuáquera, herramientas y obras de arte, bolos del Hotel Mizzentop y la ventana de servicio de la antigua oficina de correos de Quaker Hill.
La planta baja del edificio alberga el Museo de Historia Natural Olive Gunnison que exhibe unas 200 aves disecadas, rocas y minerales.

## Patrimonio
Se encuentra inscrita en el Registro Nacional de Lugares Históricos como un lugar histórico de importancia local desde 1991.